# 欧洲核子研究中心信报
《欧洲核子研究中心信报》（英語：CERN Courier），也称为《欧洲核子研究中心信报：国际高能物理期刊》（CERN Courier: International Journal of High Energy Physics），是一份学术月刊，内容面向高能物理与其有关领域。期刊在1959年成立，1998年后改为由IOP Publishing以欧洲核子研究中心（CERN）的名义出版，目前有英文、法文两个版本。期刊目前的主编是Matthew Donald Chalmers。